# Joe Mahit
Joe Mahit, né le 17 juillet 1992 à Port-Vila, est un judoka vanuatais.

## Biographie
Il est classé 269e sur la World Ranking List des compétitions en 2019 pour la catégorie Senior de -66 kg.

## Palmarès

### Championnats d'Océanie Senior
- 26 avril 2012 à Sydney,  Australie
  - 7e pour les 66 kg[1] contre Ashaan Nelson et Ivo Dos Santos[2]
- 13 avril 2013 à Cairns,  Australie
- 26 avril 2014 à Auckland,  Nouvelle-Zélande
  - 5e pour les 66 kg
- 10 avril 2015 à Paita,  Nouvelle-Calédonie
  - 7e pour les 66 kg contre Rexly Theuil et Raymond Ovinou[2]
- 8 avril 2016 à Canberra,  Australie
  - 5e pour les 66 kg contre Nathan Katz et Cédric Delanne[2]
- 28 avril 2017 à Nuku'Alofa,  Tonga
  - 5e pour les 66 kg contre Rexly Theuil, Nathan Katz et Vincent Costanzo[2]
- 6 avril 2018 à Nouméa,  Nouvelle-Calédonie contre Kyle McIndoe et Rexly Theuil[2]

### Championnats du monde
- 26 août 2013 à Rio de Janeiro,  Brésil, contre Armen Nazaryan[2]
- 28 août 2017 à Budapest,  Hongrie contre Ryan Vargas[2]
- 25 août 2019 à Tokyo,  Japon contre Alaa El Idrissi[2]

### Open d'Océanie
- 13 novembre 2015 à Wollongong,  Australie contre Quentin Cook[2]
- 11 novembre 2017 à Port-Vila,  Vanuatu
  - 5e pour les 66 kg contre Hong Nin Mak et Yuk Ting Lee[2]
- 3 novembre 2019 à Perth,  Australie contre Patryk Wawrzyczek[2]
- 2019 à Perth,  Australie
  -  Médaille d'or pour les 73 kg contre Danny Vojnikovich[3]

### Open européen
- 27 février 2016 à Prague,  Tchéquie contre Timur Temirov[2]

### Jeux olympiques
- 6 août 2016 à Rio de Janeiro,  Brésil pour l'épreuve de judo
  - 17e pour les 66 kg[4] contre Jayme Mata[2]

### Grand Slam
- 22 novembre 2019 à Osaka,  Japon contre Daniel Perez Roman[2]